# Armée de l'Ohio

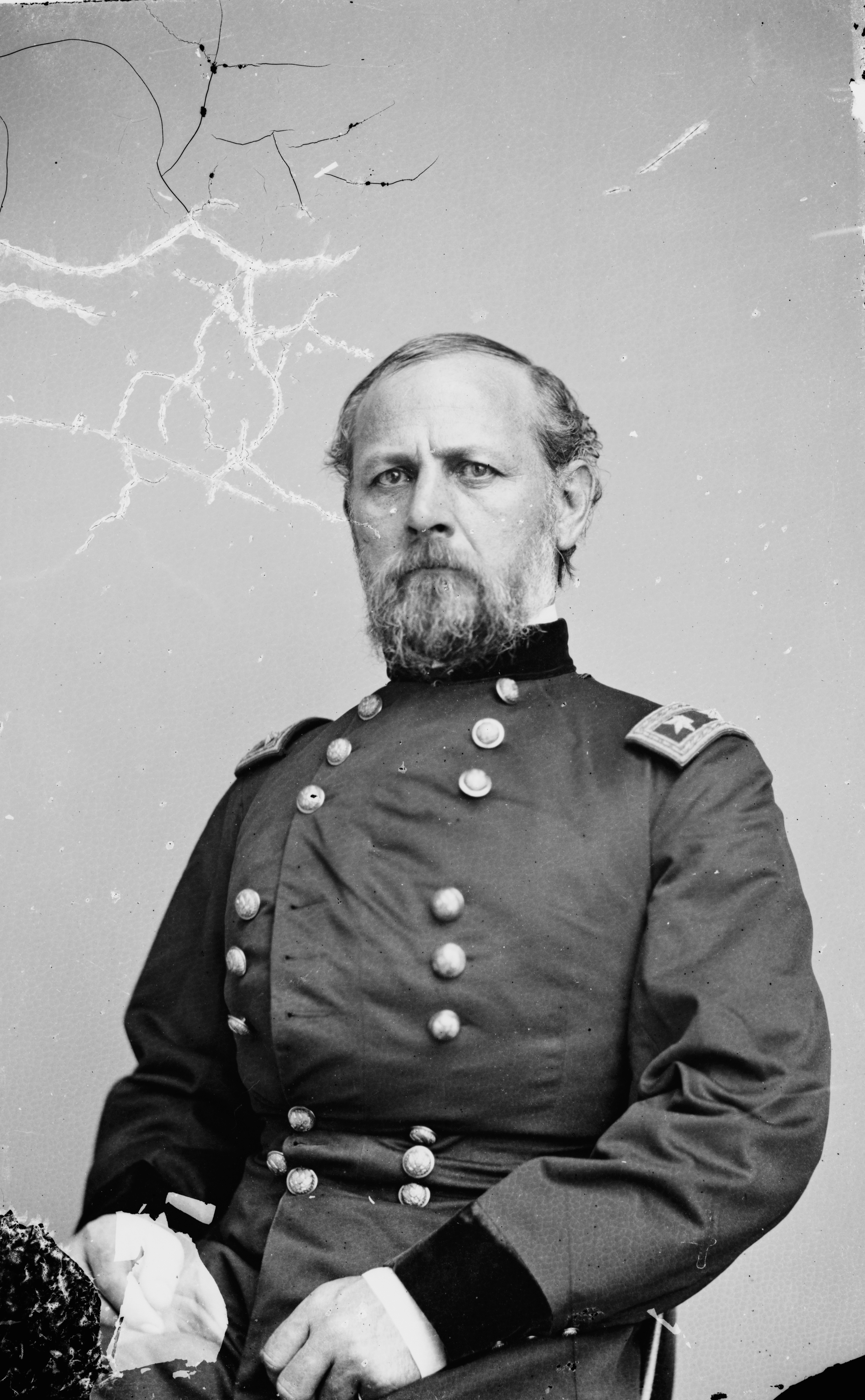
Le premier commandant de l'Army of the Ohio, le major-général Don Carlos Buell.

Armée de l'Ohio (« Army of the Ohio », en anglais) fut le nom donné à deux armées de l'Union lors de la guerre de Sécession. La première, commandée à l'origine par le major-général Don Carlos Buell devint l'Army of the Cumberland et la seconde fut créée en 1863, sous le commandement du major-général Ambrose Burnside.